# Texas Legends 2016-2017
La stagione 2016-17 dei Texas Legends fu la 10ª nella NBA D-League per la franchigia.
I Texas Legends arrivarono quinti nella Southwest Division con un record di 25-25, non qualificandosi per i play-off.

## Roster
| N° | Naz.                     | Ruolo | Sportivo          | Anno | Alt. | Peso |
| -- | ------------------------ | ----- | ----------------- | ---- | ---- | ---- |
| 0  | Stati Uniti (bandiera)   | A     | Jameel Warney     | 1994 | 203  | 118  |
| 2  | Stati Uniti (bandiera)   | G     | Patrick Miller    | 1992 | 185  | 92   |
| 3  | Stati Uniti (bandiera)   | G     | Ben Gordon        | 1983 | 191  | 91   |
| 4  | Stati Uniti (bandiera)   | G     | Keith Hornsby     | 1992 | 193  | 95   |
| 5  | Stati Uniti (bandiera)   | G     | Manny Harris      | 1989 | 196  | 84   |
| 6  | Stati Uniti (bandiera)   | G     | Kyle Collinsworth | 1991 | 198  | 95   |
| 7  | Stati Uniti (bandiera)   | G     | Tony Wroten       | 1993 | 196  | 93   |
| 8  | Stati Uniti (bandiera)   | G     | Bryson Fonville   | 1994 | 183  | 82   |
| 9  | Argentina (bandiera)     | GA    | Nicolás Brussino  | 1993 | 203  | 98   |
| 11 | Sudan del Sud (bandiera) | A     | Deng Deng         | 1992 | 203  | 93   |
| 13 | Stati Uniti (bandiera)   | A     | Quincy Acy        | 1990 | 201  | 107  |
| 13 | Gabon (bandiera)         | A     | Stéphane Lasme    | 1982 | 203  | 98   |
| 14 | Stati Uniti (bandiera)   | G     | Gary Neal         | 1984 | 193  | 95   |
| 15 | Stati Uniti (bandiera)   | C     | Jaleel Cousins    | 1993 | 211  | 116  |
| 20 | Stati Uniti (bandiera)   | GA    | Courtney Fells    | 1986 | 196  | 93   |
| 20 | Stati Uniti (bandiera)   | A     | Jarrod Uthoff     | 1993 | 206  | 100  |
| 21 | Stati Uniti (bandiera)   | G     | C.J. Williams     | 1990 | 196  | 113  |
| 24 | Stati Uniti (bandiera)   | G     | Andre Dawkins     | 1991 | 193  | 93   |
| 31 | Stati Uniti (bandiera)   | A     | J.J. Avila        | 1991 | 201  | 107  |
| 45 | Stati Uniti (bandiera)   | A     | DeJuan Blair      | 1989 | 203  | 122  |
| 50 | Stati Uniti (bandiera)   | C     | A.J. Hammons      | 1992 | 213  | 118  |
| 52 | India (bandiera)         | C     | Satnam Singh      | 1995 | 218  | 132  |
| 55 | Stati Uniti (bandiera)   | G     | Pierre Jackson    | 1991 | 180  | 80   |

## Staff tecnico
- Allenatore: Bob MacKinnon
- Vice-allenatori: Charlie Bell, Zachary Cuh, George Galanopoulos, Zendon Hamilton